# Arkadiusz Lechowicz
Arkadiusz Lechowicz (ur. 12 stycznia 1947) – polski lekkoatleta specjalizujący się w rzucie oszczepem.
Absolwent I Liceum Ogólnokształcącego im. Jarosława Dąbrowskiego w Tomaszowie Mazowieckim.
Brązowy medalista mistrzostw kraju (1968). Reprezentant Polski w meczu międzypaństwowym przeciwko Bułgarii w 1968. Reprezentował kluby: Lechia Tomaszów Mazowiecki (1965), Włókniarz Pabianice (1966–1967), AZS Poznań (1968–1971), ŁKS Łódź (1972–1977) i ponownie Lechia Tomaszów Maz. (od 1979). W czasie kariery zawodniczej ważył 95 kg i mierzył 185 cm wzrostu. Rekord życiowy: 75,98 m (30 maja 1970, Poznań). Obecnie trener MKS Tomaszów Maz.